# ノア・ホーリー
ノア・ホーリー（Noah Hawley、1967年 - ）はアメリカ合衆国の映画プロデューサー、テレビ番組プロデューサー、脚本家、作曲家、作家、映画監督である。『ファーゴ』と『レギオン』の原案と脚本によって広く知られている。また、『BONES』のプロデューサーおよび脚本家を務め、テレビドラマシリーズ『The Unusuals』 (2009) と『My Generation』 (2010)のクリエーターも務めた。

## キャリア

### 小説
これまでに『大いなる陰謀』(1998)、 『Other People's Weddings』(2004)、『The Punch』(2008)、『The Good Father』(2012)、『晩夏の墜落』(2016)と5作の小説を執筆している。
2017年、『晩夏の墜落』でエドガー賞 長編賞を受賞した。

### テレビ
2014年から放送されたFXのテレビドラマ・アンソロジーシリーズ『ファーゴ』のクリエーターおよびショーランナーとなった。これは1996年の劇場版に基づいたもので、『ファーゴ』はプライムタイム・エミー賞のミニシリーズ作品賞など、多くの賞を獲得した。以来、シーズン5まで放送されている。
2015年12月、FXとドラマシリーズ『レギオン』の契約を結び、製作総指揮と一部エピソードの脚本および監督を務めた。レギオンは2019年に最終シーズン3が放送されている。
さらに、FXのカート・ヴォネガットの小説『猫のゆりかご』に基づくリミテッドシリーズの製作および脚本を担当し、『Hellhound On His Trail』と『The Hot Rock』の製作総指揮も務める。
2020年12月、『エイリアン』のテレビシリーズを製作すると発表された。

### 映画
2006年には、『The Alibi 』の脚本を担当した。
2019年には、『ルーシー・イン・ザ・スカイ』の監督となり、脚本を合同で担当した。さらに同年の11月には、劇場版『スター・トレック』シリーズの新作の、監督と脚本を手掛けることが発表されたが、2020年12月に離脱した。

## フィルモグラフィ

### 映画
| 年   | 題名                                       | 役割 |
| ---- | ------------------------------------------ | ---- |
| 2006 | 浮気のアリバイ作ります。 The Alibi         | 脚本 |
| 2019 | ルーシー・イン・ザ・スカイ Lucy in the Sky | 監督 |

### テレビドラマ
| 年        | 題名                   | 役割                         |
| --------- | ---------------------- | ---------------------------- |
| 2005-2008 | BONES -骨は語る- Bones | 脚本                         |
| 2014-2023 | FARGO/ファーゴ Fargo   | 監督・脚本・企画・製作総指揮 |
| 2018-2019 | レギオン Legion        | 監督・脚本・企画・製作総指揮 |
| TBA       | Alien: Earth           | 監督                         |

## 参照
1. ↑  Stanford, Peter (2012年3月28日). “Noah Hawley: 'It’s the parents who create killers’”.  The Telegraph. 2014年12月10日閲覧。
2. ↑  "Development Update:Wednesday, January 20", The Futon Critic, accessed June 21, 2011.
3. ↑  "Noah Hawley"
4. 1 2  Wagmeister, Elizabeth. “FX Inks New Deal with ‘Fargo’ Creator Noah Hawley, Sets New Development Projects” (英語). Variety. 2016年4月20日閲覧。
5. ↑  “'Fargo' creator developing 'Legion' series with Marvel and FX”. Entertainment Weekly's EW.com. 2016年4月20日閲覧。
6. ↑  Andreeva, Nellie. “‘Cat’s Cradle’ Limited Series Adaptation In Works At FX With Noah Hawley & IM Global” (英語). Deadline. 2016年4月20日閲覧。
7. ↑  “‘Alien’ Series From Noah Hawley in the Works at FX, Ridley Scott in Talks to Executive Produce”. Variety. 2020年12月13日閲覧。
8. ↑  Elks, Jennifer "Lies and Alibis", Coming Soon, accessed June 21, 2011.
9. ↑  Kroll, Justin (2019年11月19日). “Noah Hawley to Write and Direct Next ‘Star Trek’ Movie” (英語). Variety. 2019年11月20日閲覧。
10. ↑  Fuge, Jon (2020年12月1日). “Star Trek Is Not In Director Noah Hawley's Immediate Future” (英語). MovieWeb. 2020年12月2日閲覧。